# Північні Фудзівара
Помилка Lua у Модуль:Navbar у рядку 61: Неприпустима назва {{subst:PAGENAME}}.
Північні Фудзівара або Хокке (яп. 藤原北家 або яп. 北家) — аристократичний рід середньовічної Японії, одна з гілок клану Фудзівара. З другої половини IX століття до кінця XI століття із деякими невеличкими перервами керував Японією замість імператорів. Крім того, багато представників цього роду були відомими поетами, письменниками і каліграфами. Не слід плутати з Муцівськими Фудзівара, яких також деякі дослідники називають Північними Фудзівара.

## Історія
Засновником роду став другий син Фудзівара но Фухіто — Фудзівара но Фусасакі. Отримав від батька маєток на півночі столиці держави, за що його рід став зватися Північними Фудзівара. Спільно зі своїми 3 братами, що стали засновниками родів Південні Фудзівара, Церемонійні Фудзівара і Столичні Фудзівара успішно боровся проти так званої імператорської партії в Дайдзьокані (Вищій державній раді). У 729 році вони досягли перемоги, але смерть братів у 737 році внаслідок масштабної епідемії віспи завдало удару Фудзівара. Після смерті Фусасакі, його нащадки вступили у боротьбу за владу з нащадками його братів.
Перші представники роду обіймали нижчі або середні посади в Дайдзьокані, оскільки спочатку перевагу здобули їхні родичі Південні Фудзівара. Лише після смерті лідерів останніх — Фудзівара но Накамаро і Фудзівара но Тойонарі з кінця 760-х років починається посилення роду Північних Фудзівара. Деякий час їхніми суперниками стали Церемонійні Фудзівара, з якими точилася боротьба за вищі посади протягом 1-ї половини IX століття. Водночас стає традицією влаштовувати шлюби представниць роду північних Фудзівара з імператорами. Такими заходами посилювалася їхня політична міць.
Переходу фактичної влади в державі до рук Північних Фудзівара доклав Фудзівара но Йошіфуса, який 858 року стає регентом при малолітньому імператорі Сейва (доводився онуком Йошіфусі). При цьому отримав посаду сессьо (регента), що стало першим випадком після тривалої перерви з VII століття. Фудзівара но Йошіфуса та його небіж Фудзівара но Мотоцуне до кінця 880-х років практично повністю перебрали владу в Японії, відсторонивши впливовим суперників з родів Мінамото, Татібана, Кі і Отомо.
Одноосібне правління Північних Фудзівара тривало до 1060-х років (за винятком періоду в 891—901 роках). Його представники обіймали посади сессьо при малолітніх імператорах й кампаку при дорослих, але постійно зберігали повний контроль над адміністрацією. З першими складностями почав стикатися Фудзівара но Йоріміті, оскільки зростало незадоволення імператорського дому правлінням Північних Фудзівара. Для протистояння останнім імператори застосували систему інсей (екс-імператорів). Але Йоріміті зумів не допустити екс-імператора до реальної влади, приборкати самураїв на чолі з родом Абе, інші заворушення.
З великими складнощами зумів зберегти владу наступник Йоріміті — Фудзівара но Норіміті, який лише наприкінці життя зумів подолати екс-імператора Ґо-Сандзьо. Найзапекліша боротьба Північних Фудзівара тривала з екс-імператором Сіракавою. Але зрештою на початку XII століття Північні Фудзівара фактично втрачають владу. Вони й далі обіймали посади сессьо і кампаку, але це вже не було важливо, оскільки влада зосередилася в руках екс-імператорів Сіракави, а потім Тоби.
У 1156 році Фудзівара но Йорінаґа спробував повернути владу своєму роду, посадивши вірного імператора. Ці події отримали назву Смута Хоґен, але Йорінаґа зазнав поразки. 1160 року нову спробу здійснив Фудзівара но Нобуйорі, але знову невдало. В результаті Північні Фудзівара втратили фактичну владу при збережені посад. Також внаслідок цієї боротьби владу здобули самурайські роди — спочатку Тайра, а потім Мінамото. Наприкінці періоду Хейан Північні Фудзівара перейшли на бік Мінамото (Гендзі-Сейва), підтримавши утворення Камакурського сьоґунату.

## Визначні представники
- Фудзівара но Фусасакі, засновник роду
- Фудзівара но Утімаро, Правий міністр
- Фудзівара но Огуромаро, сейї-сьоґун
- Фудзівара но Фуюцуґу, Лівий міністр, поет, просвітник, меценат
- Фудзівара но Йошіфуса, першим з роду отримав посаду сессьо
- Фудзівара но Мотоцуне, першим з роду отримав посаду кампаку
- Фудзівара но Моросуке, забезпечив контроль роду над імператорським двором, поет, письменник
- Фудзівара но Сумітомо, один з організаторів смути Дзьохей-Тенґьо
- Фудзівара но Канесуке, поет, один з «36 видатних поетів Японії»
- Фудзівара но Сукемаса, видатний каліграф
- Фудзівара но Юкінарі, видатний каліграф, засновник школу Сесондзі
- Фудзівара но Кінто, поет, письменник, літературознавець
- Фудзівара но Йорінаґа, спробував відновити владу роду, відомий бібліофіл
- Фудзівара но Тадаміті, фактично визнав втрату влади родом, але зберіг посади, видатний каліграф
- Фудзівара но Нобуйорі, зробив спробу повернути владу Північним Фудзівара
- Дзієн, поет, історик
- Ісе, поетеса
- Фудзівара но Кореюкі, каліграф
- Укьо-но-дайбу, поетеса
- Мурасакі Сікібу, письменниця
- Фудзівара но Акісуе, поет, засновник школу Рокудзьо
- Фудзівара но Тосінарі, поет, засновник школи Мікохідарі
- Фудзівара но Тейка, поет і науковець